# 훌리오 아르헨티노 로카
훌리오 아르헨티노 로카 (Alejo Julio Argentino Roca Paz, 1843년 7월 17일 ~ 1914년 10월 19일)는 아르헨티나의 군인, 정치인이다. 육군 장군으로 복무했으며, 1860년부터 1866년, 1898년부터 1904년까지 아르헨티나의 대통령을 역임했다.

## 젊은 시절
훌리오 로카는 1843년 산 미겔 데 투쿠만에서 저명한 지방 유지의 아들로 태어났다. 1858년 3월 19일에 아르헨티나 연방군에 입대했다. 1865년과 1870년 사이 파라과이에 맞서는 삼국 동맹 전쟁에 참가했으며, 엔트레리오스주에서 리카르도 로페스의 반란을 제압하기 위한 전투에 참여하면서 대령의 계급까지 올랐다. 대통령 니콜라스 아벨라네다는 산타 로사 전투에서 왕립군을 이끌며 반란군 장군 호세 M. 아레돈도와 싸워 이긴 훌리오를 장군 계급으로 진급시켰다.

## 역대 선거 결과
| 선거명      | 직책명              | 대수 | 정당       | 득표율 | 득표수 | 결과 | 당락 |
| ----------- | ------------------- | ---- | ---------- | ------ | ------ | ---- | ---- |
| 1880년 선거 | 아르헨티나의 대통령 | 8대  | 국가자치당 | 68.89% | 155표  | 1위  |      |
| 1898년 선거 | 아르헨티나의 대통령 | 11대 | 국가자치당 | 95.02% | 218표  | 1위  |      |
| 1898년 선거 | 아르헨티나의 부통령 | 8대  | 국가자치당 | 0%     | 6표    | 4위  | 낙선 |

## 같이 보기
- 아르헨티나의 역사